# Myctophidae

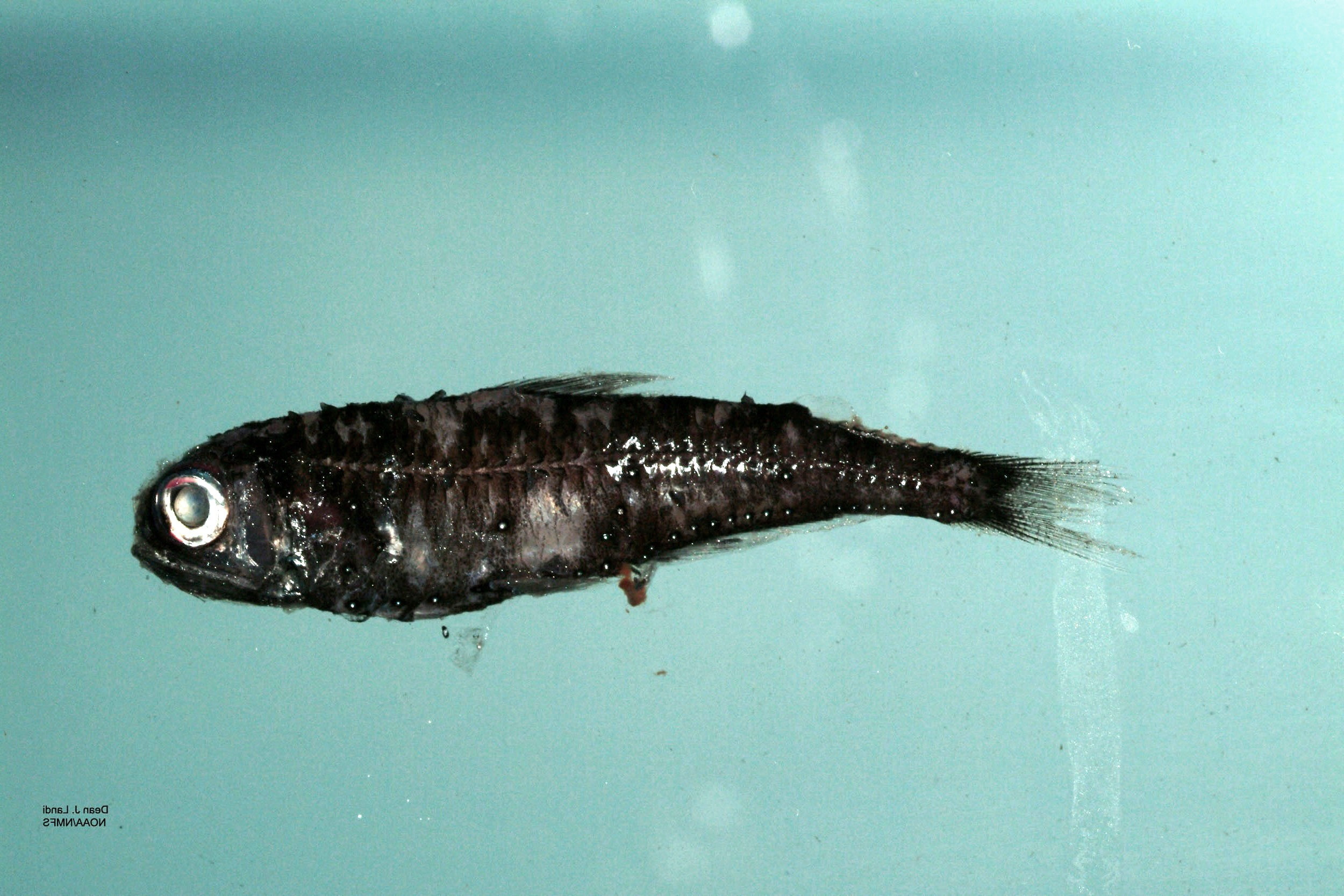
Diaphus sp.

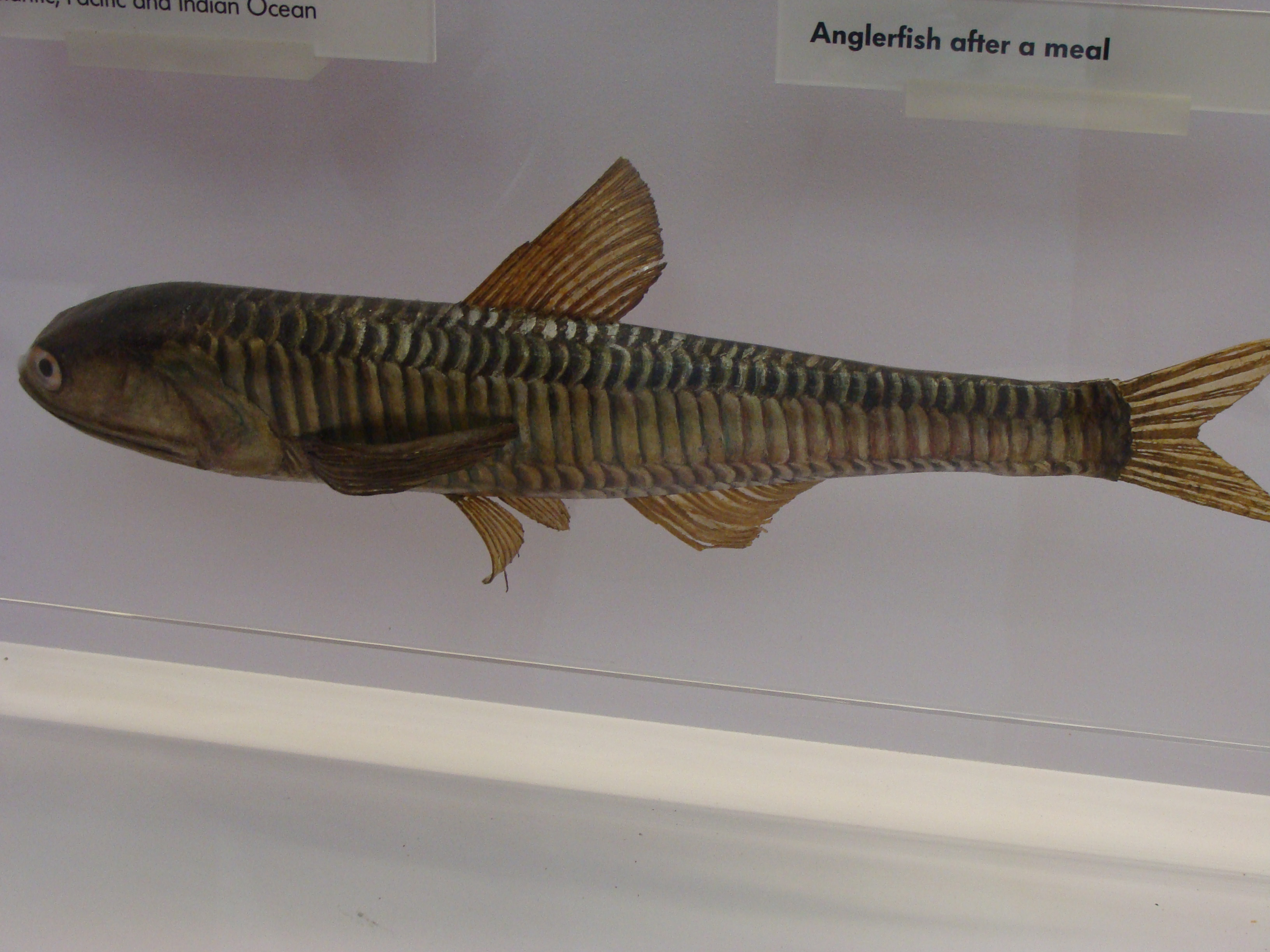
Madre de la anchoa (Lampanyctus crocodilus).

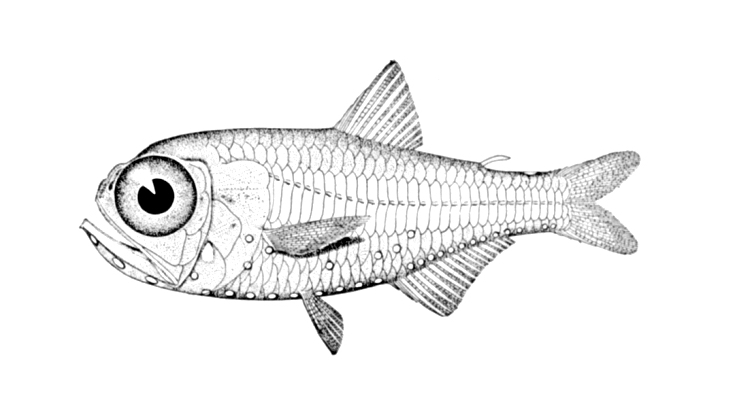
Chispa (Electrona risso).

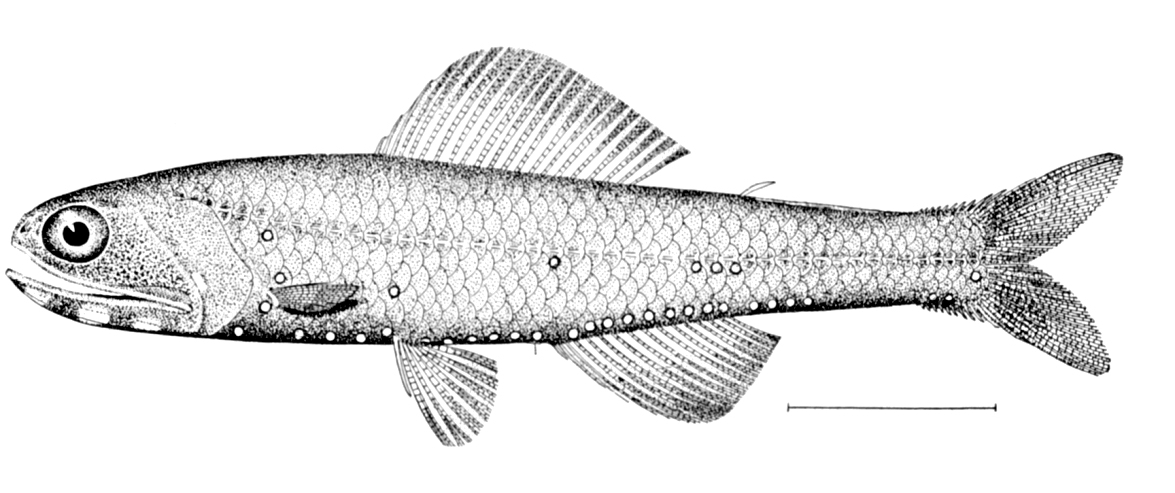
Pez linterna de Kroeyer (Notoscopelus kroyeri).

Los peces linterna, linternillas o mictófidos son la familia Myctophidae, peces marinos incluida en el orden mictofiformes, distribuidos por aguas mesopelágicas de todo el planeta. Su nombre procede del griego: mykter (hocico) + ophis (serpiente).
Aparecen por primera vez en el registro fósil durante el Mioceno, en el Terciario inferior.

## Anatomía
Son peces con cuerpo de pequeño tamaño; por debajo de la aleta adiposa tienen una placa de soporte cartilaninosa; algunos géneros con el hueso supramaxilar muy pequeño; con placa sobocular presente en todos; la aleta anal se origina justo debajo o ligeramente por detrás del final de la base de la aleta dorsal.
La cabeza y el cuerpo presenta grupos y filas de fotóforos pequeños y redondos, ausentes en una sola especie de toda la familia; en casi todas las especies las escamas son de tipo cicloide; normalmente tienen vejiga natatoria.

## Ecología
Muchas de estas especies presentan migraciones diurnas: la mayoría con un máximo de abundancia entre los 300 y 1200 metros de profundidad durante el día, ascendiendo durante la noche entre los 10 y 100 metros.

## Géneros
Existen unas 250 especies agrupadas en los 33 géneros siguientes:
- Subfamilia Lampanyctinae:
  - Bolinichthys (Paxton, 1972) con 7 especies.
  - Ceratoscopelus (Günther, 1864) con 3 especies.
  - Diaphus (Eigenmann y Eigenmann, 1890) con 78 especies.
  - Gymnoscopelus (Günther, 1873) con 8 especies.
  - Hintonia (Fraser-Brunner, 1949) con 1 sola especie.
  - Idiolychnus (Nafpaktitis y Paxton, 1978) con 1 sola especie.
  - Lampadena (Goode y Bean en Gill, 1893) con 11 especies.
  - Lampanyctodes (Fraser-Brunner, 1949) con 1 sola especie.
  - Lampanyctus (Bonaparte, 1840) con 22 especies.
  - Lampichthys (Fraser-Brunner, 1949) con 1 sola especie.
  - Lepidophanes (Fraser-Brunner, 1949) con 2 especies.
  - Lobianchia (Gatti, 1904) con 2 especies.
  - Nannobrachium (Günther, 1887) con 17 especies.
  - Notolychnus (Fraser-Brunner, 1949) con 1 sola especie.
  - Notoscopelus (Günther, 1864) con 6 especies.
  - Parvilux (Hubbs y Wisner, 1964) con 2 especies.
  - Scopelopsis (Brauer, 1906) con 1 sola especie.
  - Stenobrachius (Eigenmann and Eigenmann, 1890) con 2 especies.
  - Taaningichthys (Bolin, 1959) con 3 especies.
  - Triphoturus (Fraser-Brunner, 1949) con 3 especies.
- Subfamilia Myctophinae:
  - Benthosema (Goode y Bean, 1896) con 5 especies.
  - Centrobranchus (Fowler, 1904) con 4 especies.
  - Diogenichthys (Bolin, 1939) con 3 especies.
  - Electrona (Goode y Bean, 1896) con 5 especies.
  - Gonichthys (Gistel, 1850) con 4 especies.
  - Hygophum (Bolin, 1939) con 9 especies.
  - Krefftichthys (Hulley, 1981) con 1 sola especie.
  - Loweina (Fowler, 1925) con 3 especies.
  - Metelectrona (Wisner, 1963) con 3 especies.
  - Myctophum (Rafinesque, 1810) con 16 especies.
  - Protomyctophum (Fraser-Brunner, 1949) con 14 especies.
  - Symbolophorus (Bolin y Wisner, 1959) con 8 especies.
  - Tarletonbeania (Eigenmann y Eigenmann, 1890) con 2 especies.